# Marlon Manalo
Marlon Manalo (* 27. November 1975 in Mandaluyong City) ist ein philippinischer Poolbillard- und Snookerspieler. Er wurde 2000 Snooker-Asienmeister und 2004 Vizeweltmeister im 8-Ball.

## Karriere

### Poolbillard
Nachdem Manalo bei der 9-Ball-WM 2003 im Sechzehntelfinale ausgeschieden war, kam er 2004 bis ins Viertelfinale.
Beim World Pool Masters 2004 verlor er im Achtelfinale gegen den Deutschen Thorsten Hohmann. Bei der 8-Ball-WM wurde er durch eine Final-Niederlage gegen seinen Landsmann Efren Reyes Vizeweltmeister.
2005 erreichte er bei der 9-Ball-WM das Halbfinale. Beim World Pool Masters schied er hingegen erneut im Achtelfinale aus, diesmal gegen den Tschechen Roman Hybler. Die US Open beendete er auf dem 65. Platz.
Bei der 9-Ball-WM 2006 erreichte er das Sechzehntelfinale.
Im März 2007 gewann er auf der Euro-Tour seine bislang einzige Medaille, nachdem er im Halbfinale der Czech Open gegen den Russen Konstantin Stepanow verlor.
Bei der Predator 10-Ball-Championship belegte er den 17. Platz. Die 9-Ball-WM 2007 endete für ihn nach einer Niederlage gegen den Polen Radosław Babica in der Runde der Letzten 64. Im Dezember 2007 gewann er bei den Südostasienspielen gemeinsam mit Antonio Gabica die Goldmedaille im 9-Ball-Doppel. Zudem gewann er 2007 die Kabayan World 9-Ball Challenge.
Bei der 10-Ball-WM 2008 verlor Manalo im Achtelfinale gegen den Niederländer Niels Feijen.
2009 erreichte er bei der China Open den 33., bei der US Open den 17. Platz.
Bei der 10-Ball-WM verlor er im Sechzehntelfinale gegen den späteren Weltmeister Mika Immonen.
2010 schied er bei der 8-Ball-WM im Sechzehntelfinale aus, bei der 9-Ball-WM im Achtelfinale gegen seinen Landsmann Francisco Bustamante. Bei den China Open erreichte er den 9. Platz.
Bei der 9-Ball-WM 2013 schied er im Sechzehntelfinale aus.
Bei der Mannschafts-WM 2010 wurde Manalo mit der philippinischen Mannschaft Vize-Weltmeister. Im Finale unterlag sie der Mannschaft des Vereinigten Königreichs mit 1:4.
Manalo spielt ein Queue der Marke Predator.

### Snooker
Nachdem Manalo 1994 bei der Asienmeisterschaft im Viertelfinale ausgeschieden war, erreichte er im August 1995 das Halbfinale der U21-Weltmeisterschaft und unterlag dort dem späteren Weltmeister Alan Burnett. Zwei Jahre später verlor er das Finale der Asienmeisterschaft mit 6:8 gegen den Thailänder Anurat Wongjan.
2000 wurde er durch einen 8:6-Sieg im Finale gegen Noppadol Sangnil Asienmeister und erreichte das Viertelfinale der Amateur-Weltmeisterschaft, in dem er gegen Shaun Murphy verlor. Bei der Asienmeisterschaft 2001 schied er im Viertelfinale gegen Yasin Merchant aus. Bei den World Games 2001 gelang ihm der Einzug ins Finale, in dem er jedoch dem Belgier Björn Haneveer mit 3:4 unterlag.